# Red Dot Design Award

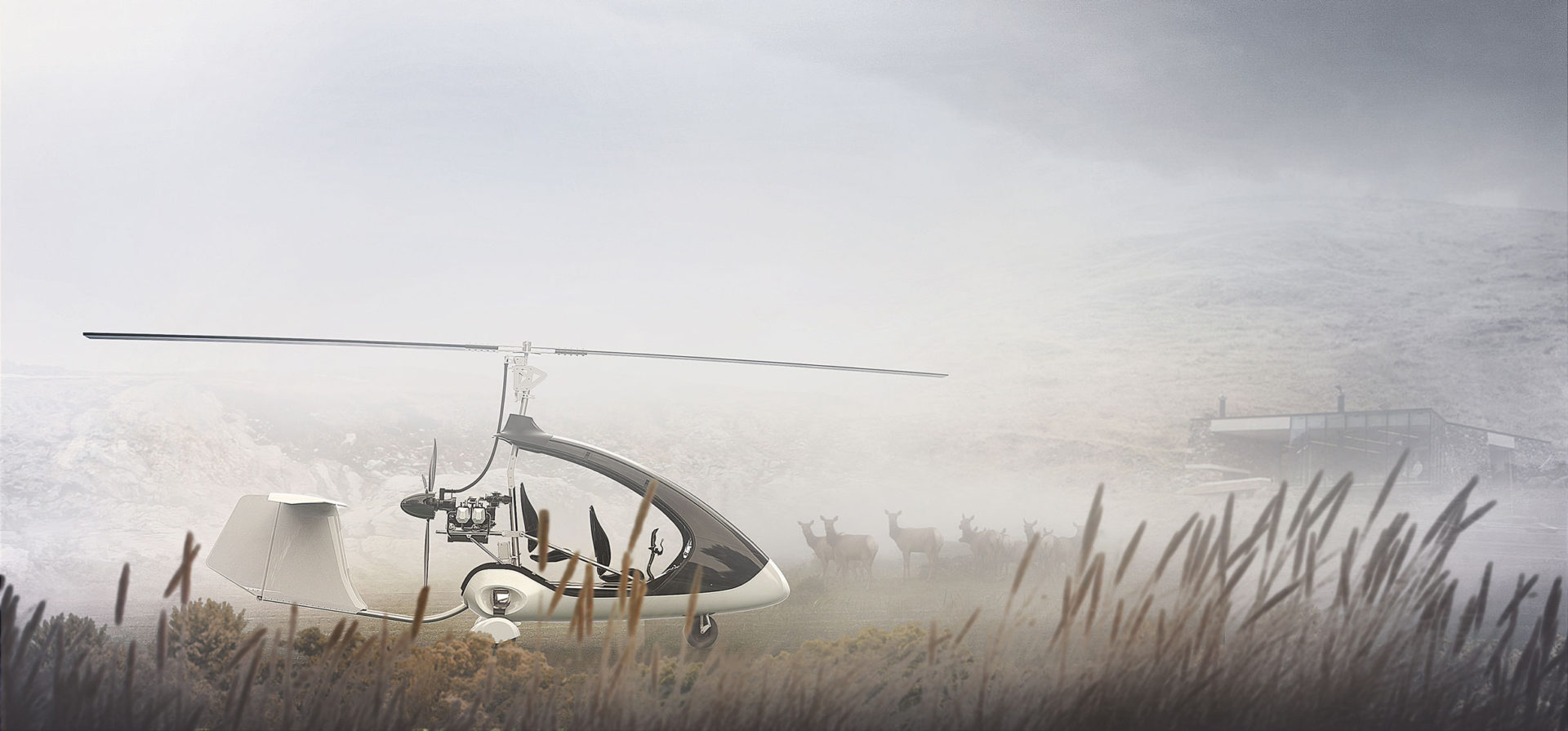
Projekt polskiego biura projektowego 2sympleks – Wzornictwo przemysłowe, nagrodzony Red Dot Design Award w 2018.

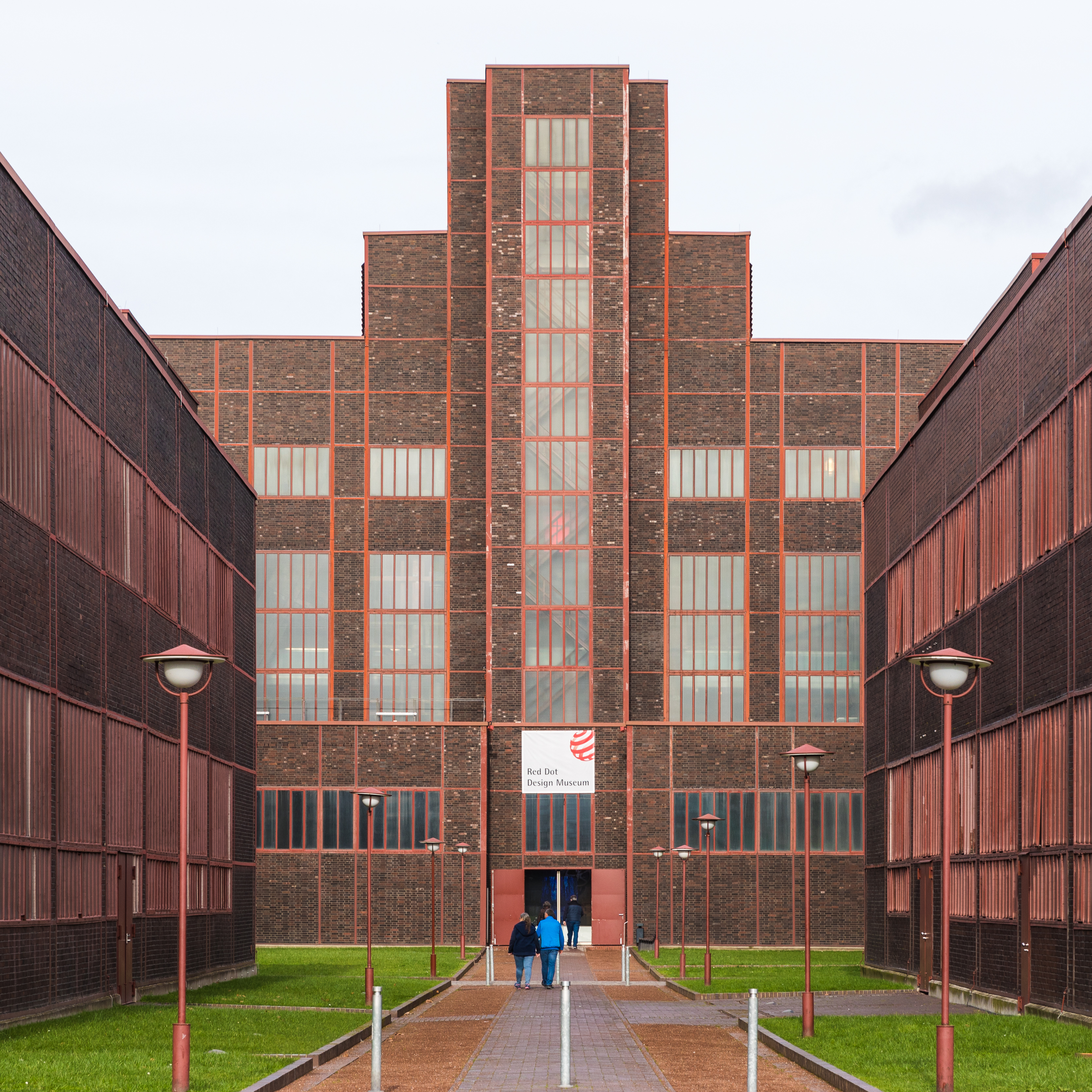
Red Dot Design Muzeum w Boiler, budynku Zeche Zollverein, szyb 12.

Red Dot Design Award – nagroda przyznawana od 1955 roku przez Design Zentrum Nadrenia Północna-Westfalia w Essen, w Niemczech. Uznawana jest za jedną z najbardziej prestiżowych nagród w dziedzinie wzornictwa przemysłowego, z kilkoma tysiącami zgłoszeń każdego roku i jury złożonym z uznanych ekspertów często nazywana jest nawet „Oscarem designu”.
Nagrodzone projekty prezentowane są w Red Dot Design Museum, w budynku dawnej kopalni Zollverein w Essen, wpisanej na listę światowego dziedzictwa UNESCO.

## Kategorie
Red Dot jest wręczany w trzech kategoriach:

### Projektowanie produktu
Najstarsza spośród trzech nagród, do 2000 roku nazywana Design Innovationen. Kategoria obejmuje kilka obszarów produkcji, między innymi: meble, sprzęt domowy, maszyny, samochody i narzędzia.

### Projektowanie komunikacji
Od 1993 roku, nagroda Red Dot wręczana jest za osiągnięcia w obszarze projektowania korporacyjnego, reklamy, mediów interaktywnych i dźwięku.

### Projekt koncepcyjny
W 2005 roku Red Dot powołał do życia Red Dot Design Museum w Singapurze, i wraz z nim nagrody w projektowaniu innowacji i projektowaniu koncepcyjnym. Red Dot Award: Design Concept to nagrody dla młodych kreatywnych projektantów i firm projektujących z całego świata.

## Nagrody Red Dot Design Award w Polsce
W 2022 roku Grupa Cerrad otrzymała nagrodę Red Dot w kategorii Product Design za opracowanie kolekcji przy współpracy z marką La Mania Home.
W 2022 roku firma Bruk otrzymała nagrodę Red Dot w kategorii Product Design za kostkę Vjetra.